# Černá vlna
Černá vlna (srbochorvatsky Crni talas/Црни талас) je období jugoslávského filmu období přelomu 60. a 70. let. Je spojené s několika režiséry, scenáristy a spisovateli své doby, kteří upadli do nemilosti tehdejšího komunistického režimu a společenského systému. Název Černá vlna proto pochází z označení politických představitelů SFRJ, která tuto filmovou tendenci nesla s nelibostí. Mezi představitele Černé vlny patřili např. Aleksandar Petrović, Živojin Pavlović, Đorđe Kadijević, Dušan Makavejev, Mića Popović, Želimir Žilnik, Lazar Stojanović, Ljubiša Kozomara, Gordan Mihić, Vojislav Kokan Rakonjac, nebo Jovan Jovanović.